# U218 Videos
U218 Videos é um álbum de video lançado em DVD pela banda de rock da Irlanda, o U2, lançado em 2006, no mesmo dia da compilação U218 Singles. Essa compilação mostra os melhores videos da banda desde "New Year's Day" em 1983 até "The Saints Are Coming" em 2006. O DVD mostra videos da banda de suas duas coletâneas anteriores, The Best of 1980–1990 e The Best of 1990–2000, além de outros videos nunca antes divulgados. O DVD contém 19 videos, incluindo "Stuck in a Moment You Can't Get Out Of" e "Walk On" na versão filmada no Rio de Janeiro. O DVD também contém um documentário em duas partes, "The Making of 'Vertigo'" e "A Story of One".

## Faixas
1. "Beautiful Day"
2. "I Still Haven't Found What I'm Looking For"
3. "Pride (In the Name of Love)"
4. "With or Without You"
5. "Vertigo"
6. "New Year's Day"
7. "Mysterious Ways"
8. "Stuck in a Moment You Can't Get Out Of" (Versão Americana)
9. "Stuck in a Moment You Can't Get Out Of" (Versão Internacional)
10. "Where the Streets Have No Name"
11. "Sweetest Thing"
12. "Sunday Bloody Sunday"
13. "One"
14. "Desire"
15. "Walk On" (Versão Internacional)
16. "Walk On" (Versão Americana)
17. "Elevation"
18. "Sometimes You Can't Make It on Your Own"
19. "The Saints Are Coming"

### Extras
1. The Making of "Vertigo"
2. A Story of One
3. "Beautiful Day" (Eze Version)
4. "Pride (In the Name of Love)" (Slane Castle Version)
5. "Vertigo" (Versão de Lisboa)
6. "Vertigo" (HQ Version)
7. "One" (Buffalo Version)
8. "One" (Restaurant Version)
9. "Sometimes You Can't Make It on Your Own" (Single Take Version)